# Gwda Wielka
Gwda Wielka (deutsch Groß Küdde) ist ein Dorf in der Woiwodschaft Westpommern in Polen. Es gehört zur Gmina  Szczecinek (Gemeinde Neustettin) im Powiat Szczecinecki (Neustettiner Kreis).
Das Dorf liegt am 18,65 km²-großen Vilmsee Wielimie, der sich von Neustettin aus erstreckt. Der See wird vom Fluss Küddow, auch Küdde (Gwda), durchzogen, der zwischen den Dörfern Groß Küdde und Klein Küdde (Gwda Mala) fließt.

## Geschichte

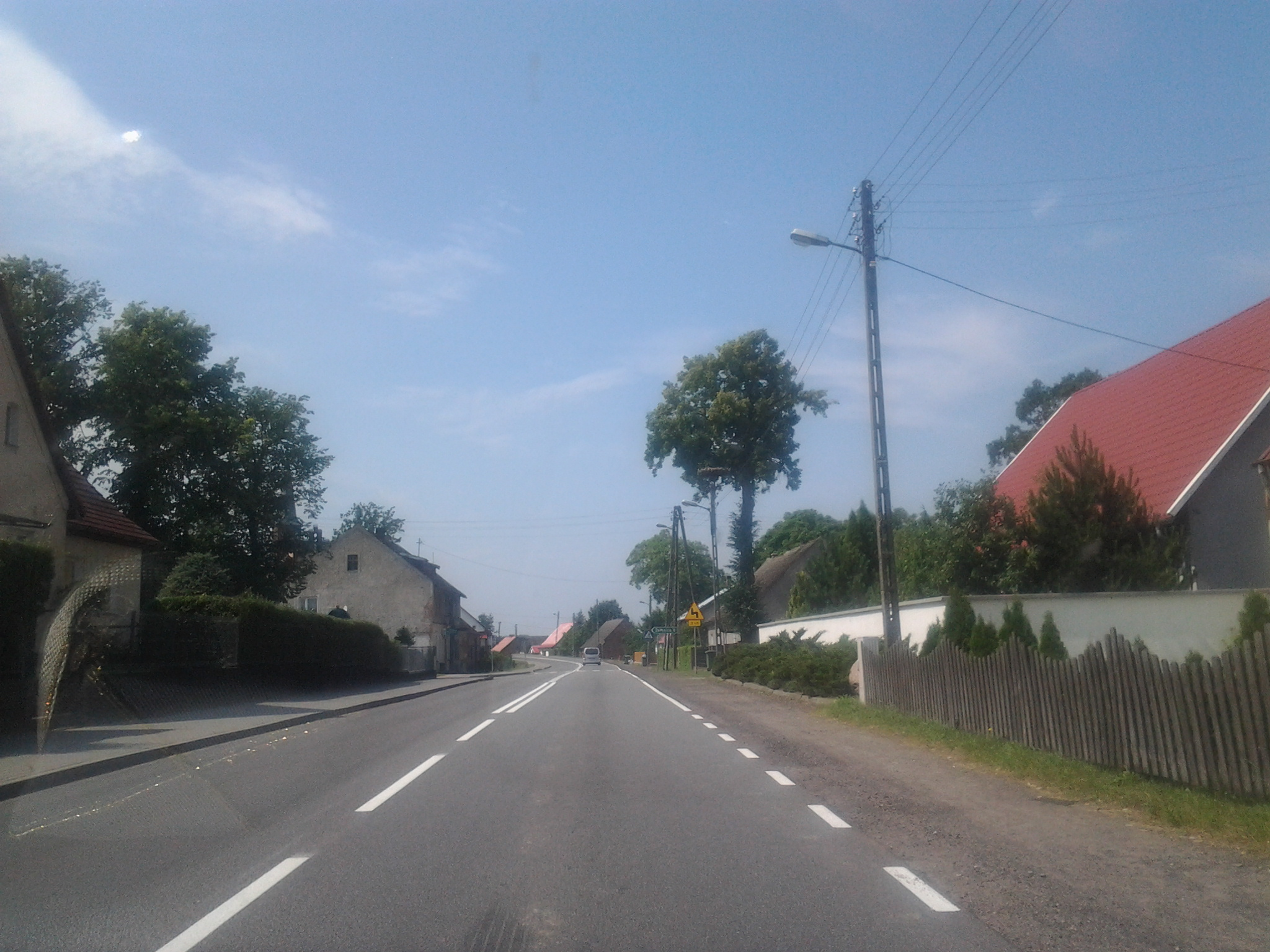
Ortsbild, 2014

Der Name Küdde leitet sich vom indogermanischen Wortstamm *kueid- mit der Bedeutung „leuchten, hell, weiß“ ab.
Küdde wird erstmals im 14. Jh. erwähnt; zu dieser Zeit verlief die Grenze zwischen Pommern und Polen durch dieses Gebiet. Die deutsche Kolonisierung im südlichen Teil des Neustettiner Kreises erfolgte im 16. Jh. Die Gründung des Dorfes Klein Küdde (Gwda Mala) ist auf 1570 datiert.
1759/60 wird Pommern durch russische Truppen erobert.
1807 besetzen polnische Truppen das Dorf.
1812/13 zieht Napoleon mit seiner Armee durch Groß Küdde in Richtung Moskau und wieder zurück.
Bis 1945 bildete Neu Groß Küdde eine Landgemeinde im Kreis Neustettin der preußischen Provinz Pommern. Zur Landgemeinde gehörten auch die Wohnplätze Eichfelde, Lindenhöhe und Waldarbeitergehöft Abbau Groß Küdde. Die Gemeinde zählte im Jahre 1910 1333 Einwohner, im Jahre 1925 1259 Einwohner in 275 Haushaltungen, und im Jahre 1939 1136 Einwohner.

## Schulen
Eine dreiklassige Dorfschule wird um 1790 erstmals erwähnt; ob es bereits vorher eine Schule im Ort gegeben hat, ist jedoch nicht bekannt. 1890 erhält das Dorf ein neues Schulgebäude in Groß Küdde. 1912 erhält durch die Bevölkerungszunahme auch Klein Küdde eine eigene Schule. Beide Gebäude sind bis heute erhalten.

## Kirche
1590 wird eine Fachwerkkirche im Ort Küdde erwähnt, der erste Pastor war Jakobus Matthäi.
Johann Christoph Kypcke (1738–1786), Pastor in Lottin, danach Präpositus in Neustettin hatte zu seiner Zeit den Gottesdienst im ev. Filial Groß Küdde zu halten und im eingepfarrten Klein Küdde die Amtshandlungen zu vollziehen. In seiner Abwesenheit wurde er vom ordinierten Konrektor des Gymnasiums in Neustettin vertreten.
1860/62 wüteten Großbrände in Groß Küdde und zerstörten auch die Kirche. Das heutige Kirchengebäude wurde von 1862 bis 1866 im Neugotischen Stil errichtet.
Ein von Kurt Döhring nach Original-Plänen gebautes Modell der Kirche stand bis 2018 im Heimatmuseum Eutin und wurde im Mai 2018 an die Patengemeinde Scharbeutz in Ostholstein übergeben. Dort wird es jährlich an Himmelfahrt zum Patenschaftstreffen der Küdder in der Strandkirche ausgestellt.

## Wirtschaft
Zwischen 1778 und 1784 wurde zwecks Landgewinnung der Wasserspiegel des Vilmsees gesenkt. In der 1. Hälfte des 20. Jhs. bescherten der Vilmseepächter Ernst Stropahl und die Netzfabrik der Gebrüder Dorow mit einer florierenden Fischwirtschaft beiden Dörfern wirtschaftlichen Aufschwung, der zum Zuzug neuer Bewohner führte.

## Verkehr
Da Dorf liegt 8 km östlich von Szczecinek and 151 km östlich von Stettin.
1878 wurde die Bahnstrecke Neustettin nach Hammerstein (Czarne) eröffnet mit Halt am Bahnhof in Klein Küdde.

## Söhne und Töchter des Ortes
- Asta Vorsteher, geb. Dornquast  (1921–2006), deutsche Weberin und Malerin

## Städte-Partnerschaft
mit der Gemeinde Haffkrug-Scharbeutz